# Untribium
Untribium ist das noch nicht nachgewiesene chemische Element mit der Ordnungszahl 132. Der Name Untribium ist, wie bei allen noch nicht offiziell entdeckten Elementen, vorläufiger Art und leitet sich von der Ordnungszahl ab. 
Untribium hätte, wie alle Elemente mit Ordnungszahlen zwischen 121 und 138, voraussichtlich ein g-Orbital, wodurch die 5. Schale in diesem Fall mit 12 Elektronen aufgefüllt wird. Dadurch verhält es sich vermutlich chemisch seinen näheren Nachbarelementen sehr ähnlich. Es wäre dann den Superactinoiden zuzuordnen und daher im „normalen“ Periodensystem nicht enthalten.
Da es keine praktischen Forschungsergebnisse gibt, handelt es sich bei Aussagen über das Reaktionsverhalten lediglich um Vermutungen.

## Chemische Eigenschaften
Für das Element 132 wird nicht erwartet, dass Atome lange genug existieren, um eine Elektronenkonfiguration um den Kern zu bilden oder dass sogar chemische Bindungen entstehen. Chemische Eigenschaften sind also nicht definierbar.